# Mariette Lydis

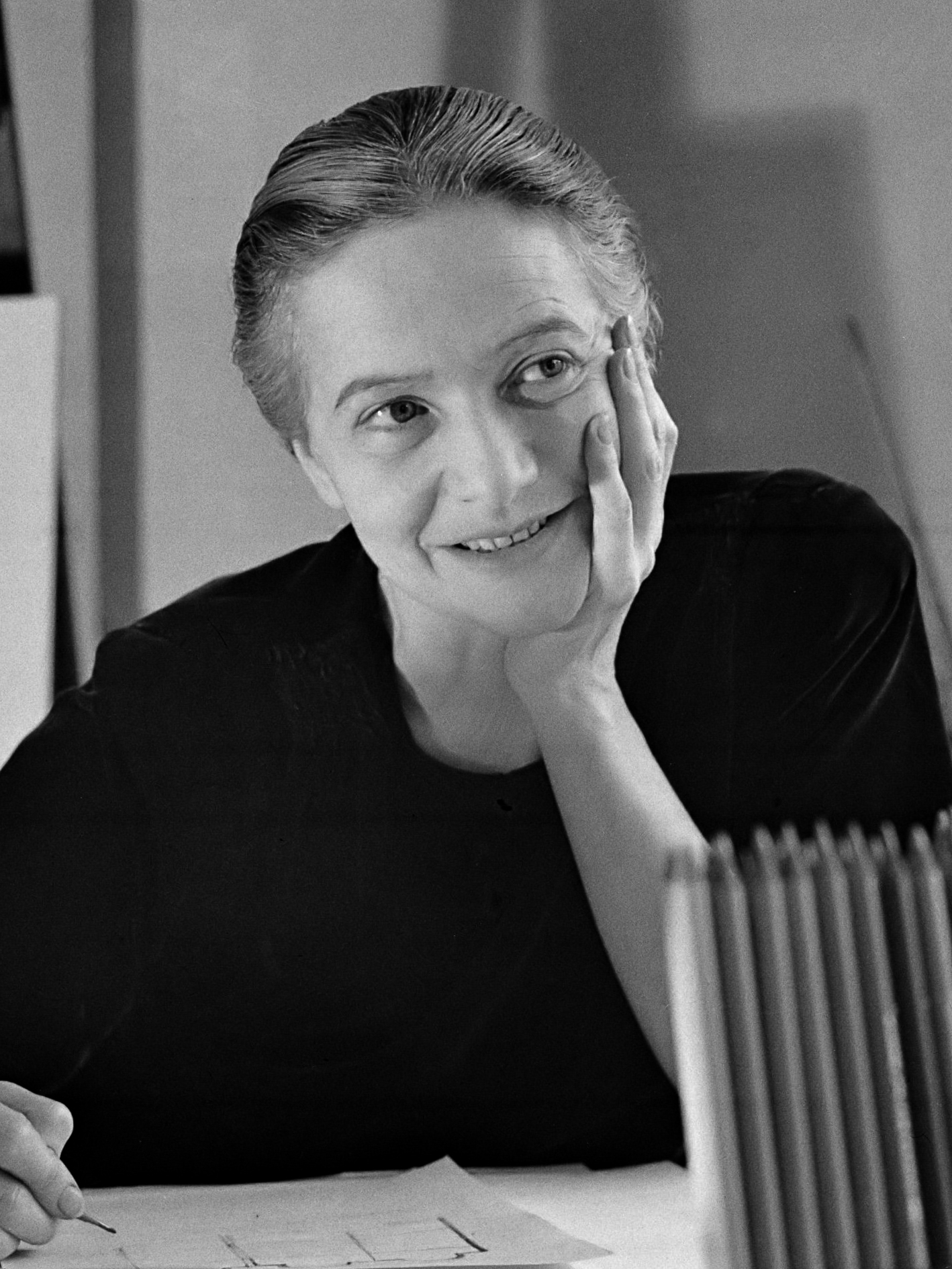
Mariette Lydis (1936)

Mariette Lydis (24. August 1887 in Baden – 26. April 1970 in Buenos Aires) war eine österreichisch-argentinische Malerin und Illustratorin.

## Leben

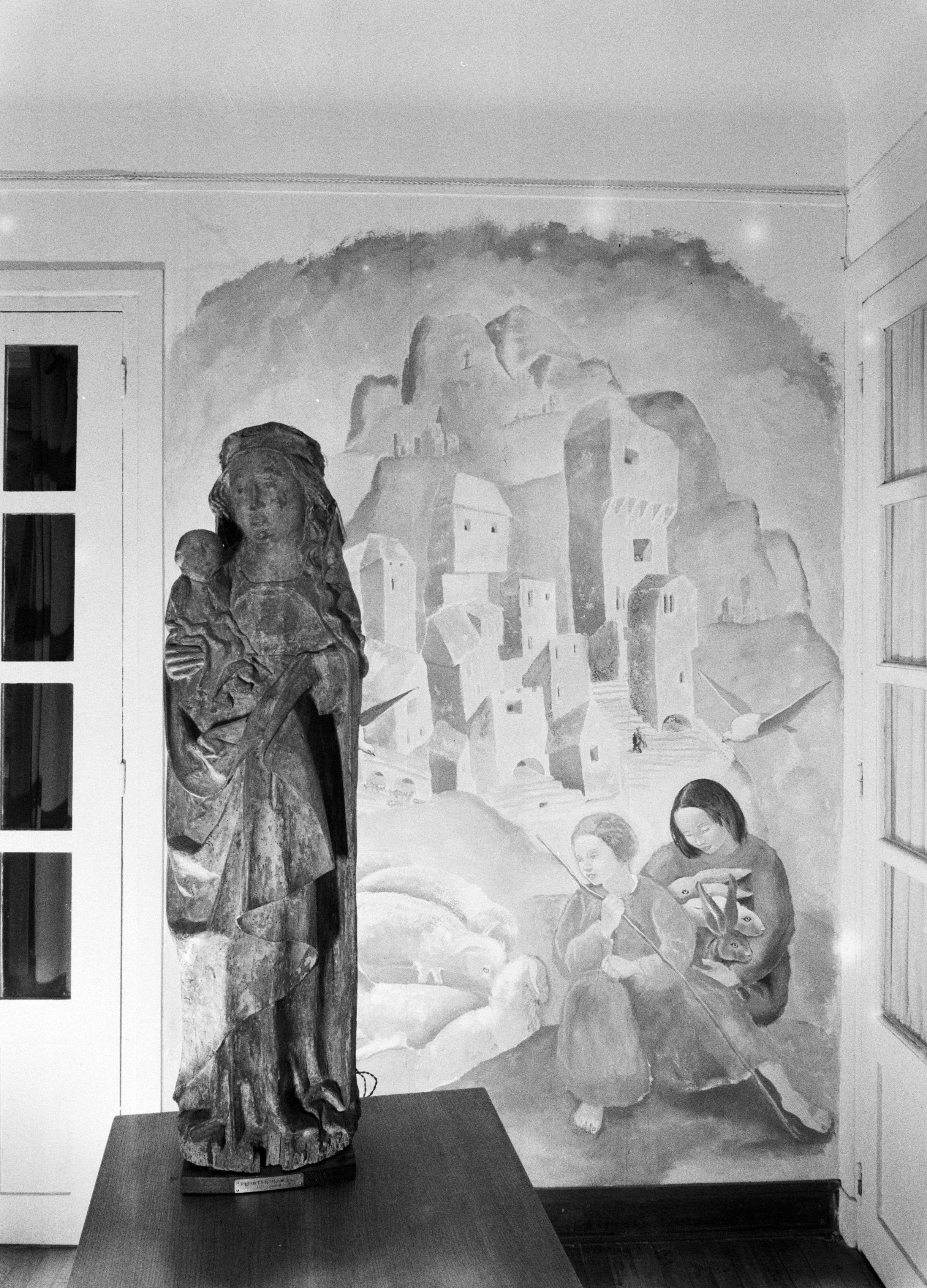
Die Wohnung Mariette Lydis' in der 55 Rue Boileau, Paris (1936)

Mariette Lydis wurde als Marietta Ronsperger, Tochter von Franz Ronsperger (1845–1918) und seiner Frau Eugenia, geb. Fischer (1861–1934) in Baden geboren. Sie hatte zwei Geschwister, Richard und die Schriftstellerin Edith Ronsperger (1880–1921), die Opernlibrettos schrieb. Nach dem 1909 erfolgten Austritt aus der Israelitischen Kultusgemeinde trat sie 1910 zum römisch-katholischen Glauben über und änderte ihren Vornamen auf Maria Paula.
1910 heiratete sie den Wiener Geschäftsmann Julius Koloman Pachoffer-Karny (1877–1922). Sie ließ sich scheiden und heiratete 1917 den griechischen Unternehmer Jean Lydis, mit dem sie 1922 nach Castella in der Nähe von Athen übersiedelte. Ihre Ehe dauerte bis 1925. Sie verließ ihren Ehemann wegen einer Affäre mit Massimo Bontempelli, den sie 1925 in Florenz kennenlernte. 1926 ließ sie sich in Paris nieder. Es folgte 1928 eine Affäre mit Joseph Delteil in Paris. In ihrer dritten Ehe war sie von 1934 bis zu dessen Tod mit dem Verleger Giuseppe Conte Govone (1886–1948) verheiratet. 1939 floh sie mit ihrer Verlegerin und vermutlichen Liebhaberin Erica Marx aus Paris und ließ sich kurz in Winchcombe in England nieder. Aus Angst vor einer Invasion Englands durch die Nationalsozialisten schiffte sie sich im September 1940 nach Buenos Aires ein und blieb bis auf kurze Europaaufenthalte nach Ende des Zweiten Weltkriegs in Argentinien, wo sie ihre künstlerische Karriere fortsetzte.
Mariette Lydis lebte offen bisexuell.
Sie starb 1970 in Buenos Aires und wurde am dortigen Friedhof La Recoleta begraben.

### Künstlerische Karriere
Mariette Lydis war eine Autodidaktin. Ihr Frühwerk war von der Wiener Werkstätte beeinflusst. Ihre erste veröffentlichte Arbeit waren 20 Illustrationen, die sich stilistisch an chinesischen bzw. orientalisch-esoterischen Bildwelten orientierten, nach denen Béla Balázs über Vermittlung von Eugenie Schwarzwald Geschichten schrieb und die 1922 unter dem Titel Der Mantel der Träume veröffentlicht wurden.
1924 erschienen ihre 42 Miniaturen zum Koran. Sie unternahm mehrere Reisen nach Marokko, Ägypten und in die Türkei, die ihr eine künstlerische Inspirationsquelle waren.
Bontempelli, mit dem sie 1925 nach Frankreich gekommen war, führte sie über Henry de Montherlant in die Künstlerkreise in Paris ein. 1928 erschien Le Petit Jésus gemeinsam mit Joseph Delteil, für das sie fünf Illustrationen schuf.
1928 wurden ihre Arbeiten in den renommierten Galerien Bernheim-Jeune und Girard sowie im Salon d’Automne der Pariser Avantgarde gezeigt; sie gab ihr erstes Mappenwerk Lesbiennes heraus. Sie illustrierte Luxusausgaben u. a. der Werke von Pierre Louÿs, Charles Baudelaire, Octave Mirbeau, Paul Valéry, Paul Verlaine und Jules Supervielle. Über ihren Verleger und späteren Mann Giuseppe Govone lernte sie Erica Marx kennen, die Tochter des englischen Buch- und Kunstsammlers Hermann Marx. Mariette und Erica wurden enge Freundinnen und mit großer Sicherheit Liebhaberinnen.
1936 wurde Lydis für das Museum of Modern Art in New York als eine von nur drei Frauen für die wegweisende Ausstellung Modern Painters and Sculptors as Illustrators ausgewählt.
1948 kehrte sie nach Frankreich zurück und illustrierte Werke von Guy de Maupassant, Colette, Baudelaire, Rimbaud, Bella Moerel und The Turn of the Screw von Henry James. Anfang der 1950er kehrte sie nach Buenos Aires zurück.
In ihrer Laufbahn gab es zwei wichtige künstlerische Phasen, die erste dunkler und trauriger, als sie sich auf Porträts von armen und alten Leuten, mittellosen Menschen, Kriminellen und Kranken konzentrierte. Später malte und zeichnete sie mehr Frauen, Heranwachsende und kleine Kinder. Während ihrer gesamten Karriere wurde sie vom japanischen Künstler Tsuguharu Foujita beeinflusst, den sie in Montmartre kennengelernt hatte.
Neben ihren Illustrationen ist Lydis für ihre lithographischen Abbildungen bekannt, die lesbische und bisexuelle Beziehungen zum Thema haben. Sie zeichnete darin Frauen eher nach der Art heterosexueller Beziehungen mit aktiver und passiver Rolle und eine der Frauen eher mit maskulinem Ausdruck, so in einer 1930 entstandenen Illustration für die französische Übersetzung von Dialogues des Courtisanes von Lukian von Samosata. Ihr Stil wurde von Kritikern oft als „pervers“ bezeichnet und mit den Arbeiten einer Tamara de Lempicka und anderen Malerinnen verglichen, die es wagten, der öffentliche Erwartungshaltung des weiblichen Decorum nicht zu entsprechen. Von Joseph Delteil stammt die Aussage, Lydis „male mit ihren Brüsten“, und war auf ihre Fähigkeit bezogen, sexuelles Begehren aus einer bisexuellen Perspektive abzubilden. Dies spielt direkt mit der patriarchalischen Tradition der nackten Frau als Stätte heterosexueller männlicher Fantasien, Er verwandelt Lydis wie ihr Modell in ein Objekt für männlichen Voyeurismus. Die professionelle Malerin Lydis stellte mit ihrer Darstellung von lesbischem und bisexuellem Verlangen eine Bedrohung gewisser Teile der Pariser Kunstszene dar; dort wurden die Probleme, die mit der Wahrnehmung nackter Frauen durch Künstlerinnen verbunden sind, toleranter betrachtet. In seiner 1938 erschienenen Monographie kommentiert Henry de Montherlant Lydis’ Interesse an der Abbildung von Prostituierten, Lesben, Verbrecherinnen und jungen Mädchen mit den Worten:

„Homosexualität besteht natürlich weder aus etwas Pathologischem oder Fremdem noch aus etwas Tragischem, wenn die Gesellschaft genügend entwickelt ist, um sie nicht zu denunzieren. Es war von gewisser psychologischer Bedeutung, dass Mariette Lydis nicht allen ihren Lesben eine neuropathische Qualität gibt, die zwar den vorgefassten Meinungen des Mannes auf der Straße, aber nicht der Realität entspricht. Wenn Mariette Lydis den Titel Lesbian zum Beispiel für ihre Gouache aus dem Jahr 1929 gewählt hätte, in der zwei am Fuße eines Baums liegende Frauen dargestellt sind […], wäre das sowohl gewagt als auch heilsam gewesen: Es ist immer gewagt und heilsam, sich gegen Voreingenommenheit zu stellen und die Realität zu zeigen, gegen Sitten anzugehen, die sonst nie kritisiert werden, und sich gegen die bestehende Morallehre aufzulehnen.“

Lydis’ Arbeiten befinden sich u. a. in folgenden Institutionen: Jüdisches Museum Wien, Österreichische Nationalbibliothek, Albertina, MAK (alle Wien), Museum der bildenden Künste (Leipzig), British Museum (London), Bibliothèque nationale de France, Galerie nationale du Jeu de Paume (beide Paris), Uffizien (Florenz), Manchester Art Gallery, Stedelijk Museum (Amsterdam), Vancouver Art Gallery, im Fogg Art Museum der Harvard University und im Museo Sívori (Buenos Aires).

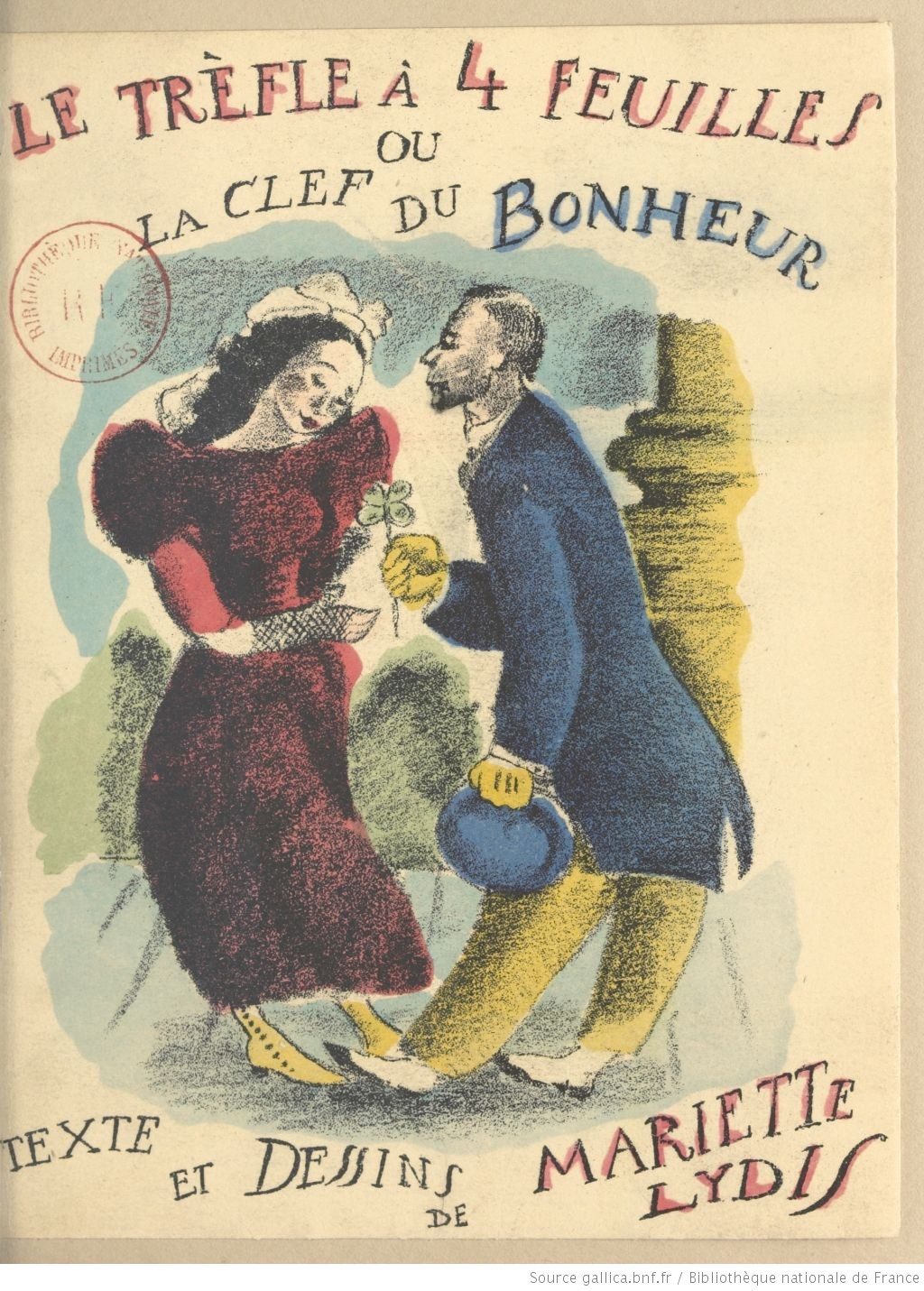
Illustration der Buchumschlags von Le Trefle a Quatre Feuilles: Ou La Clef Du Bonheur. Paris, 1935.

## Mitgliedschaften
- Vereinigung bildender Künstlerinnen Österreichs (VBKÖ), 1929 Teilnahme an der Jahresausstellung[1]
- Société des femmes artistes modernes (FAM), 1931–1936, 1938 Teilnahme an FAM Ausstellungen[8]

## Werke (Auswahl)
- 1922: Der Mantel der Träume. Verlagsanstalt D. & R. Bischoff, München 1922.
- 1924: 42 Miniaturen zum Koran. Brandus, Berlin 1924.
- 1928: Le Petit Jésus. Editions du delta, Paris 1928 (französisch).
- 1928: Lesbiennes. 1928 (französisch, Mappenwerk).
- 1929: Edgar Allan Poe, Mariette Lydis (Illustrationen): Le Corbeau. Émile-Paul Frères, Paris 1929 (französisch).
- 1930: Lukian von Samosata, Mariette Lydis (Illustrationen): Dialogues des Courtisanes. 1930 (französisch).
- 1935: Le Trefle a Quatre Feuilles: Ou La Clef Du Bonheur. 1935 (französisch).
- 1945: Pedro Miguel Obligado, Mariette Lydis (Illustrationen): Melancholía. Guillermo Kraft LTDA, Buenos Aires 1945 (spanisch).